# 金武観音寺

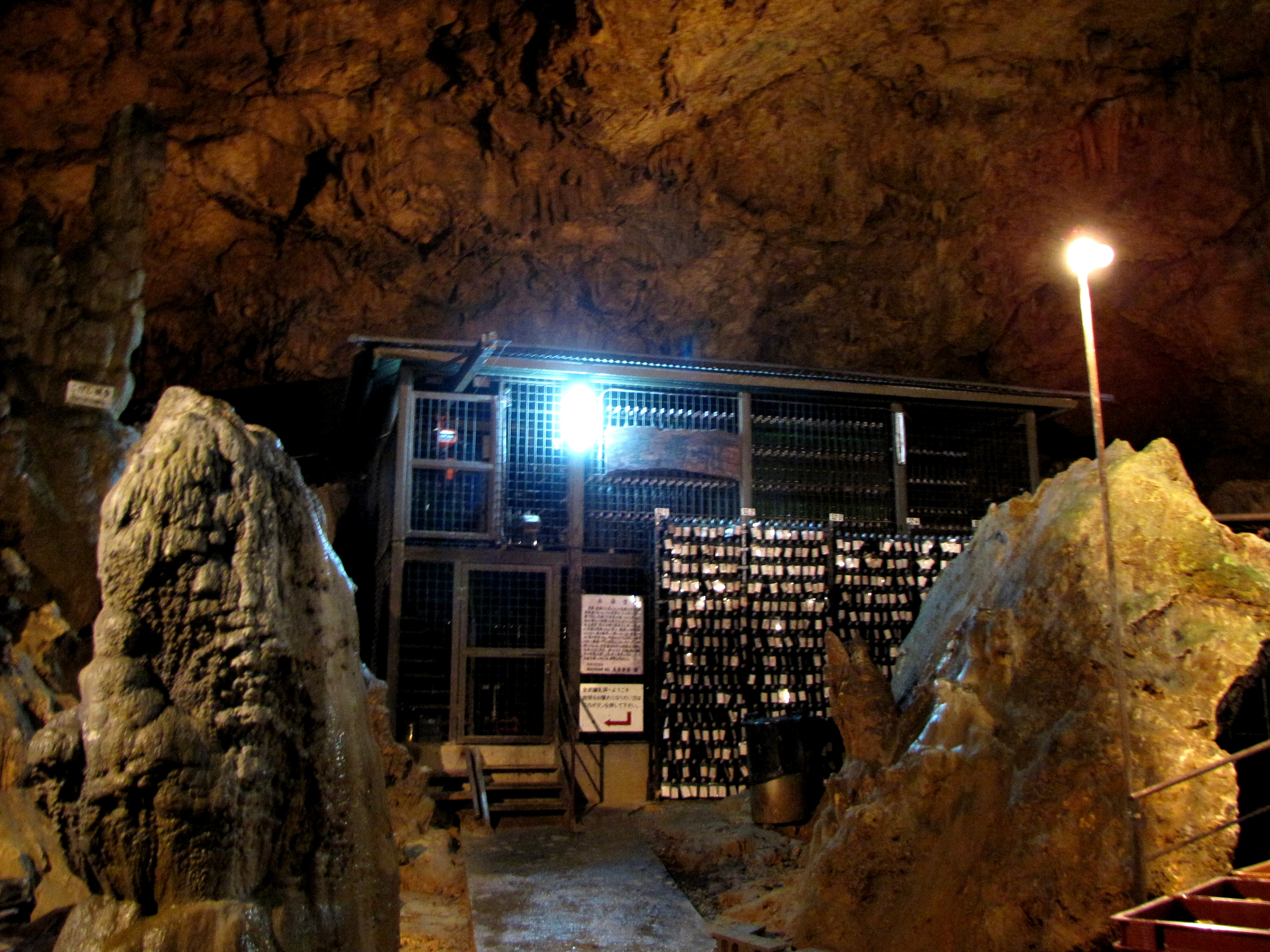
鍾乳洞「日秀洞」

金武観音寺（きんかんのんじ）は、沖縄県国頭郡金武町にある高野山真言宗の寺院。山号は「金峯山」。本尊は聖観音。寺社建造物の多くが太平洋戦争で消失した沖縄県下で、戦前の古い建築様式が残る貴重な木造建造物である。

## 沿革
伝承によれば、16世紀に日秀上人（にっしゅうしょうにん）により創建。16世紀前期、日秀上人が紀伊国より唐を目指した（「補陀落渡海により西方浄土を目指した」との説もある）が、遭難して琉球王国金武のフナヤ（富花港）に流れ着いた。その後、金武にある鍾乳洞を拠点とし布教活動を行い、観音寺を創建したと伝えられる。その鍾乳洞は日秀洞（にっしゅうどう）と呼ばれている。1934年（昭和9年）に火災により焼失した後、1942年（昭和17年）に再建されたものが現存する建造物である。

## その他
- 1984年（昭和59年）6月1日、本堂が金武町の文化財に指定。
- 1991年（平成3年）12月24日、境内のフクギが金武町の文化財に指定。